# كريستين جونز (ممثلة)
كريستين جونز (بالإنجليزية: Christine Jones)‏ هي ممثلة أمريكية، ولدت في 13 أكتوبر 1946.

## وصلات خارجية
- كريستين جونز على موقع IMDb (الإنجليزية)
- كريستين جونز على موقع قاعدة بيانات الفيلم (الإنجليزية)